# Baztan
Baztan (baskisch; spanisch Baztán) ist eine Gemeinde (municipio) mit 7.863 Einwohnern (Stand: 2024) in Spanien. Die baskische Schreibweise ist heute die offizielle, weil es zur baskischsprachigen Zone Navarras gehört. Mit 376,8 km² die flächengrößte Gemeinde Navarras, liegt es in den Pyrenäen nördlich des Hauptkammes und grenzt im Norden und Osten an Frankreich.

## Geografie
Das Gemeindegebiet besteht überwiegend aus dem Tal des oberen Bidasoa, im Gemeindegebiet ebenfalls Baztan genannt. Im Norden der Gemeinde entspringt der Olabidea (spanisch Olavidea), eigentlicher Oberlauf der Ugarana (französisch Nivelle), die bei Saint-Jean-de-Luz in den Atlantik fließt. Im Nordosten gehören Zuflüsse der Errobi (französisch Nive) zum Gemeindegebiet. Höchste Erhebung ist die 1.418 m hohe Sayoa. Die Dörfer im Baztan-Tal liegen 200 bis 300 m über dem Meer.

## Gemeindegliederung
Die wichtigsten Orte der Gemeinde sind:
- der Hauptort Elizondo, auch wie die Gemeinde Baztan genannt
- Azpilkueta (span.: Azpilcueta)
- Elbete (spanisch Elvetea), mit Elizondo zusammengewachsen
- Irurita
- Amaiur/Maya (baskisch Amaiur, spanisch Maya de Baztán)

## Wirtschaft
Haupterwerbszweige sind die Landwirtschaft und der Tourismus. Der Fluss Bidasoa treibt ein kleines Wasserkraftwerk an.

## Nachbarorte
Nordwestlich des Gemeindegebiets von Baztan liegen als eigenständige kleine Gemeinden die Dörfer Zugarramurdi (209 m) mit 233 Einwohnern und Urdazubi/Urdax (100 m) mit 348 Einwohnern. Sie grenzen nur an Baztan, an Frankreich und aneinander. In Urdazubi/Urdax entspringt der Olsondo und mündet beim Dorf in die Olabidea, die ab hier Ugarana heißt.